# Nguyễn Ngọc Tương (quan nhà Nguyễn)
Nguyễn Ngọc Tương (1827-1898), còn có tên là Nguyễn Ngọc Chấn, tự là Khánh Phủ, hiệu là Trà Phong và Tang Trữ. Ông là một viên quan nhà Nguyễn và là một sĩ phu theo đường lối chống Pháp trong lịch sử Việt Nam.

## Tiểu sử sơ lược
Nguyễn Ngọc Tương sinh tại làng Tang Trữ (còn gọi là Hành Quần), nay thuộc huyện Nam Trực, tỉnh Nam Định. Sau, ông đến định cư tại Cổ Lũng, cùng huyện.
Khoa Mậu Ngọ (1858), ông đỗ cử nhân, được bổ làm huấn đạo; rồi lần lượt trải chức tri huyện, tri phủ Diễn Châu, ngự sử đạo Bình Trị (gồm Quảng Bình & Quảng Trị), án sát tỉnh Bắc Ninh.
Khi quân Pháp đánh chiếm Nam Kỳ, ông đang làm quan ở Diễn Châu, đã xung phong vào Nam tham gia đánh đuổi.
Sau tháng 7 năm 1885, bất mãn vì cách đối phó với thực dân Pháp của triều đình Huế, ông cáo quan về làng dạy học; đồng thời cùng với các văn thân mộ quân ứng nghĩa trong phong trào Cần Vương.
Bị đối phương đàn áp, cuộc khởi nghĩa bị thất bại, ông chạy đến ẩn náu ở miền biển Nam Định khẩn ruộng, mở đất Phú Văn (nay thuộc xã Hải Châu, huyện Hải Hậu).
Về sau, chính quyền thực dân Pháp có mời ông ra làm việc, nhưng ông lấy cớ già yếu mà từ chối.
Ngày 15 tháng 2 Năm Mậu Tuất 1898, Nguyễn Ngọc Tương qua đời, thọ 71 tuổi.
Đền thờ tại Thôn Phú Văn Nam, xã Hải Châu, huyện Hải Hậu, tỉnh Nam Định
Sinh thời, ông có làm thơ, nhưng nay đã thất lạc gần hết, chỉ còn lại một ít bài. Năm 1981, nhóm tác giả bộ sách Văn học yêu nước và cách mạng Hà Nam Ninh có tuyển giới thiệu 8 bài (đều là thơ chữ Hán) của ông.

## Giới thiệu thơ
Thơ Nguyễn Ngọc Tương bộc lộ tấm lòng trung trinh của ông với đất nước, và tâm sự u uất của ông trước thời cuộc. Giới thiệu một bài:
| Ất Dậu niên, phụng chỉ lai kinh, đồ trung văn biến cảm tác Quốc phá, gia vong ngã độc tồn, Gian nan, khổ hận hướng thùy luân? Giang san vị sái anh hùng lệ, Phong vũ nan tiêu tráng sĩ hồn. Bình lĩnh sầu chiêm vân ảm đạm, Dịch đình túy đảo nhật hoàng hôn. Ân cần thân hữu tương kỳ xứ, Khả tích thốn giao thiên trượng hồn. | Dịch nghĩa: Năm Ất Dậu (1885) phụng chỉ vào kinh, trên đường đi nghe tin biến, cảm xúc làm bài này Nước mất, nhà tan chỉ còn riêng một ta Nỗi gian nan, khổ hận này biết ngỏ cùng ai được? Sông núi chưa nhỏ nước mắt anh hùng, Gió mưa khó tiêu tan được hồn tráng sĩ. Buồn trông mây núi Ngự Bình một màu ảm đạm, Say đến ngả nghiêng quán trạm lúc hoàng hôn. Ân cần nhớ đến chỗ hẹn với bạn thân thiết, Đáng tiếc một tấc keo không đủ làm trong nghìn trượng nước đục. |

## Sách tham khảo
- Nhiều người soạn (GS. Nguyễn Văn Huyên chủ biên), Văn học yêu nước và cách mạng Hà Nam Ninh (tập 1). Nhà xuất bản Khoa học Xã hội, Hà Nội, 1981.
- Nguyễn Q. Thắng-Nguyễn Bá Thế, Từ điển nhân vật lịch sử Việt Nam. Nhà xuất bản Khoa học-Xã hội, 1992.